# Mannosio-6-fosfato 6-reduttasi
La mannosio-6-fosfato 6-reduttasi è un enzima appartenente alla classe delle ossidoreduttasi, che catalizza la seguente reazione:
D-mannitolo 1-fosfato + NADP+ ⇄ D-mannosio 6-fosfato + NADPH + H+
L'enzima è coinvolto nella sintesi del mannitolo nelle foglie di sedano (Apium graveolens).